# Salwador na Letnich Igrzyskach Olimpijskich 1988
Salwador na Letnich Igrzyskach Olimpijskich 1988 reprezentowało 6 zawodników (5 mężczyzn i 1 kobieta). Był to 4. start reprezentacji Salwadoru na letnich igrzyskach olimpijskich.

## Reprezentanci

### Boks
Mężczyźni
| Zawodnik         | Konkurencja    | 1/32               | 1/16                   | 1/8                  | Ćwierćfinały     | Półfinały        | Finał            | Finał   |
| Zawodnik         | Konkurencja    | Przeciwnik Wynik   | Przeciwnik Wynik       | Przeciwnik Wynik     | Przeciwnik Wynik | Przeciwnik Wynik | Przeciwnik Wynik | Pozycja |
| ---------------- | -------------- | ------------------ | ---------------------- | -------------------- | ---------------- | ---------------- | ---------------- | ------- |
| Henry Martínez   | waga papierowa | Yacine Cheikh W5-0 | Ochirin Demberel W w/o | Iwajło Marinow P 0-5 |                  |                  |                  | 9-16.   |
| Francisco Avelar | waga piórkowa  |                    | Abdelhak Aszik P 1-4   |                      |                  |                  |                  | 17-32.  |

### Judo
Mężczyźni
| Zawodnik     | Konkurencja | 1/16             | 1/8              | Ćwierćfinały     | Półfinały        | Repesaż 1        | Repesaż 2        | Repesaż 3        | Finał            | Finał   |
| Zawodnik     | Konkurencja | Przeciwnik Wynik | Przeciwnik Wynik | Przeciwnik Wynik | Przeciwnik Wynik | Przeciwnik Wynik | Przeciwnik Wynik | Przeciwnik Wynik | Przeciwnik Wynik | Pozycja |
| ------------ | ----------- | ---------------- | ---------------- | ---------------- | ---------------- | ---------------- | ---------------- | ---------------- | ---------------- | ------- |
| Fredy Torres | -71 kg      | Giorgi Tenadze L |                  |                  |                  |                  |                  |                  |                  | 17-32.  |

### Lekkoatletyka
Mężczyźni
| Konkurencja   | Zawodnik         | 100 m | 100 m | Skok w dal | Skok w dal | Pchnięcie kulą | Pchnięcie kulą | Skok wzwyż | Skok wzwyż | 400 m | 400 m | 100 m ppł | 100 m ppł | Rzut dyskiem | Rzut dyskiem | Skok o tyczce | Skok o tyczce | Rzut młotem | Rzut młotem | 1500 m  | 1500 m | Finał | Finał |
| Konkurencja   | Zawodnik         | Rez.  | Pkt.  | Rez.       | Pkt.       | Rez.           | Pkt.           | Rez.       | Pkt.       | Rez.  | Pkt.  | Rez.      | Pkt.      | Rez.         | Pkt.         | Rez.          | Pkt.          | Rez.        | Pkt.        | Rez.    | Pkt.   | Poz.  | Pkt.  |
| ------------- | ---------------- | ----- | ----- | ---------- | ---------- | -------------- | -------------- | ---------- | ---------- | ----- | ----- | --------- | --------- | ------------ | ------------ | ------------- | ------------- | ----------- | ----------- | ------- | ------ | ----- | ----- |
| Dziesięciobój | Santiago Mellado | 11.33 | 789   | 6.83       | 774        | 11.63          | 584            | 2.06       | 859        | 48.37 | 891   | 15.39     | 803       | 37.52        | 614          | 4.60          | 790           | 55.42       | 669         | 4:30.07 | 744    | 26.   | 7517  |

Kobiety
| Konkurencja | Zawodniczka           | Finał   | Finał   |
| Konkurencja | Zawodniczka           | Czas    | Miejsce |
| ----------- | --------------------- | ------- | ------- |
| Maraton     | Kriscia Lorena García | 3:04:21 | 58.     |

### Zapasy
Mężczyźni
- Gustavo Manzur

Styl wolny (-68 kg) – odpadł w eliminacjach
Styl klasyczny (-68 kg) – odpadł w eliminacjach